# 雙魚玉佩傳說
雙魚玉佩傳說是中國大陸從2009年起廣泛流傳的一則都市傳說，有迷因特性已經成為一整個世代網民耳熟能詳的故事，其到目前為止沒有絲毫證據證明其真實性。

## 內容
此為最早期流傳的版本，大意是文革期間發現新疆羅布泊有一批遊蕩的精神失常怪人稱為沙民，可能是文革時代前往大漠找古物變賣或是避居的人，也有說是國民黨潛伏新疆的秘密軍隊或殘兵，他們精神亢奮但不久後都暴斃，經檢查胃部後發現他們食用了一種有毒植物，這種植物具有傳染性。甚至有些人器官左右相反，稱為「鏡面人」，後經調查發現古代樓蘭古國的雙魚玉佩會導致這種所謂「鏡面人」的產生，而科學家彭加木在調查過程中被啟動的雙魚玉佩複製出鏡面人，因此被偽裝成失蹤，實際上為了阻止樓蘭古國的科技機密洩漏到西方，其中一個彭加木穿越到了漢朝，並化名為王莽，成為新朝皇帝，在目標達成後便死於古代，最終毛澤東下令用一枚核武轟炸當地把一切怪事物全部毀滅，對外封鎖消息，而對偵測到核武的國家則聲稱是試爆。

## 流行文化
在2009年的時空下，中國大陸網路普及度並不高，尚有眾多平民剛接通網路不久，接觸此一新領域，各種網路次文化也在探索階段，甚至不少人有一種想法將電腦作為電視機看待，認為被准許出現在網上的訊息就是有可靠度和真實性，另一方面其題材牽涉文革後期的時空背景、軍方秘密計畫、神祕學、科幻、再加上真有其事又從未被大舉討論的彭加木神秘失蹤案，眾多元素湊合在一起的創新性吸引了當年眾多網民的討論和傳播，當時集結如此多眼球要素的網文可說少之又少。
時至今日網上以雙魚玉佩為題材二次創作的網路小說或個人誌漫畫已經多不勝數，其中2014年一部網路小說由樂華娛樂投資後拍成小成本電影死亡之謎之雙魚玉佩，由港星溫兆倫主演，然而該電影實質劇情只是借用熱度的作品，內容與傳說本身幾乎毫無相關已經是另創的都會偵探劇。但在電影上映時的新聞報導中環球時報等官方媒體間接認可雙魚玉佩傳說為「中國十大神秘傳說之首」。

## 參看
- 麥當勞茄汁密碼
- 八達通增值傳說
- 納粹飛碟
- 呂紫劍